# Höflings
Höflings ist ein Gemeindeteil der kreisfreien Stadt Kempten (Allgäu) (Schwaben, Bayern). Die Einöde gehörte bis 1972 zur Ruralgemeinde Sankt Mang, die in diesem Jahr wieder zu Kempten kam.

## Geschichte
Eine frühe Erwähnung des Ortes Höflings erfolgte 1523 als „Hoeflins“. Es folgen Erwähnungen im Brandsteuerregister (1525), im Memminger Vertrag und in stiftkemptischen Akten des 17. Jahrhunderts.
Im Jahr 1819, ein Jahr nachdem Höflings mit anderen Ortschaften zur Ruralgemeinde Sankt Mang verbunden worden war, zählte man in dem einen Anwesen vier Bewohner, die zur Hauptmannschaft Lenzfried gehörten.
1900 gab es in dem Einzelhof 5 Bewohner. 1954 lebten in der Einöde 10 Personen.